# Pedro Miguel Rodrigues Vicente Henriques
Pedro Miguel Rodrigues Vicente Henriques ou Pedro Henriques est un gardien international portugais de rink hockey né le 27 septembre 1990. Il évolue, en 2015, au sein du SL Benfica.

## Palmarès
En 2015, il participe au championnat du monde de rink hockey en France.

## Référence
1. ↑  (pt) « Plantel » [archive du 25 juillet 2015], sur mundial2015.hoqueipt.com (consulté le 25 juillet 2015)
2. ↑  « Composition de l’équipe du Portugal de Rink Hockey », sur mondialvendee2015.com (consulté le 25 juillet 2015)